# No.6 Collaborations Project
Albums de Ed Sheeran
÷
(2017) =
(2021)
Singles
1. I Don't Care
Sortie : 10 mai 2019
2. Cross Me
Sortie : 24 mai 2019
3. Beautiful People
Sortie : 28 juin 2019
4. Blow
Sortie : 5 juillet 2019
5. Best Part of Me
Sortie : 5 juillet 2019
6. Antisocial
Sortie : 12 juillet 2019
7. South of the Border
Sortie : 12 juillet 2019
8. Take Me Back to London
Sortie : 9 août 2019

No.6 Collaborations Project est le quatrième album studio du chanteur britannique Ed Sheeran, sorti en 2019. Cet album contient plusieurs collaborations avec de nombreux artistes pop, hip hop et R&B et contient 15 chansons.

## Historique
Ed Sheeran annonce l'album le 23 mai 2019,. Ce projet poursuit le concept de l'EP No. 5 Collaborations Project (en) (2011). Sur son compte Instagram, il explique « Avant que je sois signé en 2011, j'ai fait un EP intitulé No.5 Collaborations Project. Depuis, j'ai toujours voulu en faire un autre, j'ai donc commencé à travailler sur No.6 sur mon ordinateur portable quand j'étais en tournée l'année dernière. Je suis un grand fan de tous les artistes avec lesquels j'ai collaboré et cela a été très drôle à faire ».
Si ce projet est bel et bien un album studio, Ed Sheeran le décrit comme une compilation,,.
Ed Sheeran publie la liste des titres le 23 mai 2019,. Les artistes présents sur l'album sont ensuite annoncés le 18 juin 2019.
L'album reçoit des critiques généralement mitigées à négatives. Ces critiques ont le plus souvent relevé le manque d'inspiration, d'originalité, de cohésion et de style caractérisant le projet.

## Singles
I Don't Care, avec Justin Bieber, sort le 10 mai 2019 comme premier single ,, avant même que l'album soit annoncé.
Le second, Cross Me, est publié le 24 mai 2019,,. Ed Sheeran collabore ici avec les rappeurs américains Chance the Rapper et PnB Rock.
Beautiful People, featuring Khalid, sort le 28 juin 2019.

## Liste des titres
| 1.    | Beautiful People (featuring Khalid)                        | - Edward Sheeran - Khalid Robinson - Karl Sandberg - Karl Schuster - Frederik Gibson                                               | - Max Martin - Shellback - Frederik Gibson - Sheeran - Alex Gibson add. | 3:17 |
| 2.    | South of the Border (featuring Camila Cabello & Cardi B)   | - Sheeran - Gibson - Steve McCutcheon - Cabello - Belcalis Almanzar - Pardison Fontaine                                            | - Sheeran - Frederik Gibson - Steve Mac                                 | 3:24 |
| 3.    | Cross Me (featuring Chance the Rapper & PnB Rock)          | - Sheeran - Gibson - Chancellor Bennett - Rakim Allen                                                                              | Frederik Gibson                                                         | 3:26 |
| 4.    | Take Me Back to London (featuring Stormzy)                 | - Sheeran - Schuster - Sandberg - Gibson - Michael Omari Jr.                                                                       | - Skrillex - Kenny Beats - Frederik Gibson                              | 3:09 |
| 5.    | Best Part of Me (featuring Yebba)                          | - Sheeran - Abbey Smith - Benjamin Levin                                                                                           | - Sheeran - Benny Blanco - Joe Rubel                                    | 4:03 |
| 6.    | I Don't Care (featuring Justin Bieber)                     | - Sheeran - Bieber - Jason Boyd - Sandberg - Schuster - Gibson                                                                     | - Martin - Shellback - Frederik Gibson                                  | 3:39 |
| 7.    | Antisocial (featuring Travis Scott)                        | - Sheeran - Jacques Webster - Gibson - Joseph Saddler                                                                              | - Frederik Gibson - Alex add.                                           | 2:41 |
| 8.    | Remember the Name (featuring Eminem & 50 Cent)             | - Sheeran - Schuster - Sandberg - Curtis Jackson - Marshall Mathers - Rico Wade - Ray Murray - Sleepy Brown - Big Boi - André 3000 | - Sheeran - Shellback - Martin - Frederik Gibson                        | 3:27 |
| 9.    | Feels (featuring Young Thug & J Hus)                       | - Sheeran - Jeffery Williams - Momodou Jallow - Frederik Gibson                                                                    | Frederik Gibson                                                         | 2:30 |
| 10.   | Put It All on Me (featuring Ella Mai)                      | - Sheeran - Mai - Frederik Gibson                                                                                                  | Frederik Gibson                                                         | 3:17 |
| 11.   | Nothing on You (featuring Paulo Londra & Dave)             | - Sheeran - Frederik Gibson - Ovy On The Drums - The KristoMan - Londra - David Omoregie                                           | - Frederik Gibson - Sam Tsang add.                                      | 3:20 |
| 12.   | I Don't Want Your Money (featuring H.E.R.)                 | - Sheeran - Anthony Jefferies - Joe Reeves - Gabi Wilson                                                                           | Nineteen85                                                              | 3:24 |
| 13.   | 1000 Nights (featuring Meek Mill & A Boogie wit da Hoodie) | - Sheeran - Robert Williams - Artist Dubose - Frederik Gibson - Matthew Samuels - Jahaan Sweet                                     | - Frederik Gibson - Boi-1da - Sweet                                     | 3:32 |
| 14.   | Way to Break My Heart (featuring Skrillex)                 | - Sheeran - Sonny Moore - McCutcheon                                                                                               | - Skrillex - Mac                                                        | 3:10 |
| 15.   | Blow (featuring Chris Stapleton & Bruno Mars)              | - Sheeran - Christopher Stapleton - Bard McNamee - Peter Hernandez - Brody Brown - Frank Rogers - Greg McKee - J.T. Cure           | Bruno Mars                                                              | 3:29 |
| 49:48 |                                                            | |                                                                         |      |

## Clips vidéos
- I Don't Care (feat. Justin Bieber) : 17 mai 2019
- Cross Me (feat. Chance the Rapper & PnB Rock) : 21 juin 2019
- Beautiful People (feat. Khalid) : 28 juin 2019
- Blow (feat. Chris Stapleton & Bruno Mars) : 8 juillet 2019
- Antisocial (feat. Travis Scott) : 12 juillet 2019
- Nothing on You (feat. Paulo Londra & Dave) : 9 août 2019
- South of the Border (feat. Camila Cabello & Cardi B) : 4 octobre 2019
- Put It All on Me (feat. Ella Mai) : 22 décembre 2019

## Samples
- Cross Me contient un sample du freestyle Pressure de PnB Rock.
- Remember the Name contient un sample de So Fresh, So Clean d'Outkast.